# Alexander Balus
Alexander Balus es un oratorio del compositor alemán de música barroca, Georg Friedrich Händel. Fue compuesto durante el verano de 1747 y estrenado el 23 de marzo de 1748 en el Covent Garden de Londres (Inglaterra). El libreto fue escrito por Thomas Morell a partir del "Primer libro de los Macabeos" de la Biblia. Fue el cuarto de una serie de oratorios para celebrar las victorias de la familia real sobre el levantamiento de los jacobitas.

## Personajes
- Alexander Balus, rey de Siria (alto)
- Ptolemo, rey de Egipto (bajo)
- Jonathan, líder de los judíos (tenor)
- Cleopatra, hija de Ptolemo (soprano)
- Aspasia, su confidente (soprano)
- Un cortesano adulador (tenor)
- Mensajero (tenor)
- Otro mensajero (bajo)
- Coro de israelitas
- Coro de asiáticos
- Coro de rufianes